# Десант
Десант е военна операция, представляваща нахлуване на бойни подразделения от транспортни средства на територия на противника
за нанасяне на удар с цел обход на фортификационни съоръжения или завземане на плацдарм.
Прехвърлянето на бойци с кораби е тактика, известна от стотици години и използвана с успех и в днешни дни. В настояще време като тактически прийоми се използват предимно танков и въздушен десант.